# 北条千代寿丸
北条 千代寿丸（ほうじょう ちよじゅまる）は、鎌倉時代後期の執権北条氏（得宗家）の一族である。同時代に2人存在し、叔父と甥の関係にあたる。
1. 第9代執権・北条貞時の子。母は不明。生没年不詳[1]。
2. 北条泰家の子。母は不明。名は千代丸とも。北条貞時の孫。第14代執権・北条高時の甥。生没年不詳[2]。